# Sony Ericsson Xperia acro
A Sony Ericsson Xperia acro egy 2011-es Sony Ericsson-okostelefon, csak Japánban jelent meg, mint a Sony Ericsson Xperia arc helyi változata.

## Hardver
Kijelzője 4.2 hüvelyk átlójú kapacitív érintőképernyő, 480x854 felbontással. 8 megapixeles kamerája autofókuszos, geotagging támogatással, mosoly- és arcfelismeréssel, valamint vakuval, emellett kiegészítve CMOS szenzorral, és Exmor R képjavító funkcióval. A készülék HDMI kimenetet is kapott. Videók felvételére is alkalmas, 720p HD minőségben. Beépített gyorsulásmérővel és GPS-szel rendelkezik. Processzora 1 GHz-es egymagos Qualcomm Snapdragon MSM8255, Adreno 205 GPU-val. Beépített Bluetooth 2.1 és Wi-Fi támogatással rendelkezik. NFC-támogatást is kapott, infravörös portot, valamint 1seg támogatást (ez egy japán műsorsugárzási szabvány).

## Szoftver
A telefon szoftvere a 2.3-as Android (Gingerbread), melyen kisebb átalakításokat végeztek. Az Xperia arc-hoz képest fontos különbség, hogy ez nem kapott további szoftverfrissítéseket. A beépített alkalmazások közé a gyártó betette saját szoftvereit is, így került be többek között a PlayNow áruház, vagy éppen a LiveWire eszközkezelő. Extraként jár még az Officesuite ingyenes verziója.